# Conventions collectives de travail au Luxembourg
 (décembre 2021).
La mise en forme du texte ne suit pas les recommandations de Wikipédia : il faut le « wikifier ».
Les points d'amélioration suivants sont les cas les plus fréquents. Le détail des points à revoir est peut-être précisé sur la page de discussion.
- Les titres sont pré-formatés par le logiciel. Ils ne sont ni en capitales, ni en gras.
- Le texte ne doit pas être écrit en capitales (les noms de famille non plus), ni en gras, ni en italique, ni en « petit »…
- Le gras n'est utilisé que pour surligner le titre de l'article dans l'introduction, une seule fois.
- L'italique est rarement utilisé : mots en langue étrangère, titres d'œuvres, noms de bateaux, etc.
- Les citations ne sont pas en italique mais en corps de texte normal. Elles sont entourées par des guillemets français : « et ».
- Les listes à puces sont à éviter, des paragraphes rédigés étant largement préférés. Les tableaux sont à réserver à la présentation de données structurées (résultats, etc.).
- Les appels de note de bas de page (petits chiffres en exposant, introduits par l'outil «  Source ») sont à placer entre la fin de phrase et le point final[comme ça].
- Les liens internes (vers d'autres articles de Wikipédia) sont à choisir avec parcimonie. Créez des liens vers des articles approfondissant le sujet. Les termes génériques sans rapport avec le sujet sont à éviter, ainsi que les répétitions de liens vers un même terme.
- Les liens externes sont à placer uniquement dans une section « Liens externes », à la fin de l'article. Ces liens sont à choisir avec parcimonie suivant les règles définies. Si un lien sert de source à l'article, son insertion dans le texte est à faire par les notes de bas de page.
- La présentation des références doit suivre les conventions bibliographiques. Il est recommandé d'utiliser les modèles {{Ouvrage}}, {{Chapitre}}, {{Article}}, {{Lien web}} et/ou {{Bibliographie}}. Le mode d'édition visuel peut mettre en forme automatiquement les références.
- Insérer une infobox (cadre d'informations à droite) n'est pas obligatoire pour parachever la mise en page.

Pour une aide détaillée, merci de consulter Aide:Wikification.
Si vous pensez que ces points ont été résolus, vous pouvez retirer ce bandeau et améliorer la mise en forme d'un autre article.

## Les conventions collectives de travail au Luxembourg
La convention collective est un accord entre employeurs et salariés d’une entreprise ou d’un secteur d’activité. L’accord permet de compléter les règles du code de travail aux besoins et spécificités d'une entreprise ou d'un secteur. La convention collective permet de fixer des conditions de travail et de rémunération plus bénéfiques que la législation en matière du droit du travail. Les conventions collectives sont applicables dans tous les secteurs économiques, dans n’importe quel type d’entreprise et de n’importe quelle taille d’entreprise.

## Historique
L’histoire des conventions collectives de travail s’est développée en Grande-Bretagne pendant le 19e siècle et ce phénomène s’est ainsi répandu en Europe, notamment à la fin du 19e siècle et le début du 20e siècle. C’est surtout à la fin de la première guerre mondiale, lorsque l’économie mondiale reprenait, que les conventions collectives commencent à avoir de plus en plus de succès dans les entreprises. Dans les années qui suivent, le mouvement semble progresser dans plusieurs pays, tandis que dans d’autres pays, il s’est ralenti, notamment en conséquence de la crise économique de 1929. La première convention collective de travail au Luxembourg date du 1erjanvier 1894 et fut signée dans le secteur d’activité des typographes, sur base volontaire. Dès lors, d’autres suivirent, notamment dans le secteur sidérurgique. En 1965, le Luxembourg se dote de sa première législation sur les conventions collectives. La loi est modifiée en 2006, et formera ainsi les articles 162-1 – 162-15 au sein du Code de travail.

## La négociation d’une convention collective
Deux types de conventions collectives de travail existent au Luxembourg : 
Le premier type constitue les conventions collectives ordinaires qui sont négociées entre un employeur ou un groupe d’entreprises (voire leurs représentants) et une organisation syndicale, laquelle représente les intérêts des salariés. Le deuxième type constitue les conventions collectives qui sont déclarées d’obligation générale par un règlement grand-ducal et applicables à l’ensemble des employeurs et salariés de la profession concernée.

Ainsi, les conventions collectives sont négociées au sein d’une commission de négociation. Cette dernière est composée de l’employeur (ou des employeurs s’ils appartiennent à une organisation d’employeurs ou d’un groupe d’entreprises de la même profession/secteur), des syndicats nationaux, comme le Lëtzebuerger chrëschtleche Gewerkschaftsbond (LCGB) et l'Onofhängege Gewerkschaftsbond Lëtzebuerg (OGBL), et les syndicats élus pour les délégations du personnel dans les entreprises concernées par la négociation. Cependant, les acteurs doivent remplir certaines conditions préalables avant de négocier une convention collective ordinaire. Les employeurs n’ont pas le droit d’être soumis à une convention collective d’obligation générale. Les syndicats représentant les salariés doivent assurer une indépendance organisationnelle et une autonomie financière. Les syndicats salariaux défendent les intérêts professionnels de leurs membres et luttent contre l’exploitation afin d’améliorer leurs conditions de travail.

Par ailleurs, la demande de négociation d’une convention collective doit être notifiée par écrit par l’une des deux parties, soit par l’employeur de l’entreprise concernée, soit par le syndicat représentant les salariés. La partie invitée n’a pas le droit de s’abstenir des négociations et est ainsi obligée d’y participer. Par conséquent, les négociations doivent débuter endéans les 30 jours de la notification de la demande de négociation.
Les conventions collectives doivent être signées par l’ensemble des parties au sein de la commission de négociation et l’accord doit être déposé auprès de l’Inspection du Travail et des Mines (ITM) afin d’être validé par le ministre du Travail et de l’Emploi luxembourgeois. Après la validation de l’ITM, la convention collective entre en vigueur le lendemain du dépôt, avec la publication au Mémorial B. La durée de validité de la convention collective est de 6 mois minimum et de 3 années au maximum, à partir de la date d’entrée en vigueur. L’employeur doit mentionner dans le contrat de travail si le salarié est concerné par une telle convention collective.

## Objectifs des conventions collectives
Les conventions collectives ont pour objectif de définir les conditions d’emploi et de travail des salariés. Ainsi, elles donnent une garantie sociale non seulement aux salariés mais aussi aux employeurs. Les conventions collectives abordent différents sujets, lesquels doivent impérativement aboutir à un accord, comme les conditions d’embauche et démission ou licenciement du salarié, les jours fériés, le régime des congés, les heures supplémentaires ainsi que le temps de repos journalier et hebdomadaire. Le système de rémunération et les compléments de salaire doivent également y figurer selon les différentes catégories professionnelles.

Ainsi, la convention collective du secteur bâtiment fixe la durée et la période des congés collectifs pour le secteur pendant l’été et l’hiver. Tandis que la convention collective du secteur bancaire se base sur les dispositions du Code de Travail, dont la durée légale de congé est de 26 jours par an. A cela s’ajoutent des jours de congé en fonction de l’âge du salarié ; 1 jour de congé pour les salariés âgés entre 45 et 49 ans, 2,5 jours pour les salariés âgés entre 50 et 54 ans et 3,5 jours pour les salariés âgés de 55 ans et plus. Dans la fonction publique, le salarié bénéficie d’un congé de récréation de 32 jours ouvrables. Par conséquent, une convention collective ne peut pas prévoir des règles plus défavorables au salarié que les règles prévues par la législation. L’extrait de la convention collective des chauffeurs d’autobus montre que leurs salaires dépassent le seuil du salaire minimum fixé dans le cadre légal.

Par ailleurs, certains sujets doivent être obligatoirement prévus dans toute convention collective de travail au Luxembourg, comme la majoration pour le travail de nuit fixée à 15% de la rémunération, la majoration de rémunération pour les travaux pénibles, dangereux et insalubres, garantir l’égalité de rémunération entre hommes et femmes, lutter contre le harcèlement sexuel et moral ou bien prévoir les modalités de formation continue des salariés absents en raison d’une interruption de carrière.

Néanmoins, certains sujets sont facultatifs sur lesquels les négociateurs ne sont pas obligés de parvenir à un résultat. Ceci concerne notamment l’organisation du temps de travail, comme la réduction du temps de travail, la réduction des heures supplémentaires ou aussi le développement du travail à temps partiel. Ces aspects ne représentent pas une nécessité et peuvent donc être rapportés à une future négociation.

## Champ d’application des conventions collectives de travail
Le règlement résultant de la convention collective s’applique à tous les salariés d’une entreprise ou d’un groupe d’entreprises spécifiques. Les salariés qualifiés de cadres supérieurs ne sont pas concernés par ces conventions. Cependant, les cadres supérieurs ont la possibilité de négocier et de signer une convention collective spécifique, s’appliquant à cette catégorie professionnelle.

## Statistiques au Luxembourg
Le taux de couverture permet de mesurer le nombre de travailleurs concernés par une convention collective. En 2014, le Luxembourg affiche un taux de couverture relativement bas, de 55%, comparé à ses pays voisins, la France avec 98,5% (en 2014) ou bien la Belgique avec 96% (en 2016). Seule l’Allemagne se rapproche du taux de couverture du Luxembourg avec un taux de 56%.

Dans un article paru en 2019, le Ministre du Travail, Dan Kersch confirme ce constat en précisant qu’une entreprise luxembourgeoise sur deux est couverte par une convention collective. Toutefois, Dan Kersch explique que les entreprises ne possédant pas de convention collective auront de plus en plus du mal à trouver des salariés, car ceux-ci préféreront travailler là où il y en a une.

D’après une étude menée par le STATEC en 2010, les branches les plus couvertes par une convention collective au Luxembourg, sont les branches de la fonction publique (100%) et dans le domaine de la santé et de l’action sociale (87%). Tandis que, des taux de couverture très faibles sont mesurés dans le secteur de l’Horesca (12%) et des activités spécialisées, scientifiques et techniques (13%). De plus, l’étude menée par le STATEC souligne que le taux de couverture dépend également de la taille de l’entreprise. Ainsi, les grandes entreprises de plus de 1.000 salariés sont beaucoup plus susceptibles (79%) d’être couvertes par une convention collective par rapport aux petites entreprises de 10 à 49 salariés, ayant un taux de couverture de 30%.

## Conclusion
Les conventions collectives de travail constituent une des sources principales des droits du salarié. Les salariés se voient représentés par leurs syndicats qui défendent leurs intérêts professionnels et améliorent leurs conditions de travail. Pourtant, elles ne sont non seulement intéressantes pour les salariés mais aussi pour les employeurs. Ces derniers bénéficient également puisque les conventions collectives permettent à éviter des concurrences d’embauche entre les entreprises pour la négociation des conditions.